# Juba
 For alternative betydninger, se Juba (flertydig). (Se også artikler, som begynder med Juba)
Juba er hovedstaden i Sydsudan med 459.342(2023) indbyggere. Den  ligger på bredden af  Den Hvide Nil. Byen er også hovedby i Central Equatoria, som er den mindste af de 10 delstater i Sydsudan.

## Historie
I det 19. århundrede lå der en handelsstation i området. Det var den sydligste station bevogtet af soldater fra Osmannisk Egypten, der dog ofte var syge af malaria, som var meget udbredt i området. I 1922 ankom en lille gruppe græske handelsfolk til området og oprettede Juba på den vestlige bred af Den Hvide Nil. Grækerne havde et meget godt forhold til de lokale stammer (Bari’erne) og byggede det, der i dag hedder Business District. De bygninger, der i dag huser Buffalo Commercial Bank, Paradis Hotellet, det norske Konsulat og mange flere, blev oprindeligt bygget af grækerne og var de eneste huse, man kendte, som lå i området indtil starten af 1940’erne.
Fra 1899 til 1956 lå Juba i det, der hed det anglo-egyptiske Sudan, som blev regeret i samarbejde med Storbritannien og Egypten. Briterne ville gerne sammenkoble området med Uganda, men disse planer blev droppet i 1947 efter aftale med Juba. I stedet blev det aftalt at genforene det nordlige og det sydlige Sudan. I 1955 begik soldater i byen Torit mytteri og startede dermed den første borgerkrig i Sudan, som varede indtil 1972. Under den anden borgerkrig i Sudan var Juba en vigtig strategisk position, hvor der udspillede sig mange blodige kampe.
I 2005 blev Juba midlertidig hovedstad og regeringssæde  for en autonom regering, som havde løsrevet sig fra resten af Sudan, også selvom byen Rumbek oprindeligt var foreslået som regeringssæde. Med stigende stabilitet og fred i området begyndte FN at øge sin tilstedeværelse i Juba for i højere grad at klare de opgaver i området, som man indtil da havde været nødt til at klare fra Kenya.  
Den 9. juli 2011 blev Sydsudan en officielt anerkendt nation med Juba som ny officiel hovedstad. I månederne op til havde den sydsudanesiske befolkning nemlig afgivet et overvældende ja for at løsrive sig fra det islamiske, nordlige Sudan, og hermed valgte man Juba som ny hovedstad.

## Religion
Ligesom i resten af Sydsudan er befolkningen i Juba overvejende kristen, hovedsagelig knyttet til romerskkatolske og anglikanske menigheder.